# シュテファン・シーリ
シュテファン・シーリ（Stefan Schilli、1970年 - ）は、ドイツのオーボエ奏者。

## 経歴
- 西ドイツ（当時）とフランスの国境のあるストラスブール近郊、バーデン＝ヴュルテンベルク州の街オッフェンブルクに生まれる。
- トロシンゲン音楽大学でディートヘルム・ヨナス、カールスルーエ音楽大学でトーマス・インデアミューレに師事する。
- 1991年にバイエルン放送交響楽団の首席オーボエ奏者に就任する。
- 1996年、プラハの春国際音楽コンクールで優勝する。

## ディスコグラフィ
- 香港のNAXOSレーベルにヴィヴァルディやマルチェッロのオーボエ協奏曲、オランダのBRILLIANT CLASSICSレーベルにアルビノーニのオーボエ協奏曲集、ドイツのOEHMSレーベルより自身が首席奏者を務めるバイエルン放送響と、マリス・ヤンソンスの指揮でリヒャルト・シュトラウス、マルティヌー、ツィンマーマンの協奏曲をそれぞれ録音している。